# Europees kampioenschap voetbal 2012 (halve finale) Portugal - Spanje
Dit artikel gaat over de eerste wedstrijd in de halve finales tussen Portugal en Spanje die gespeeld werd op 27 juni 2012 tijdens het Europees kampioenschap voetbal 2012. Deze halve finale werd door Spanje gewonnen na strafschoppen.
Het was de negenentwintigste wedstrijd van het toernooi en werd gespeeld in het Donbas Arena in Donetsk. De winnaar treft op 1 juli in de finale Italië.

## Voorafgaand aan de wedstrijd
- Op 6 juni 2012 stond Portugal op de tiende en Spanje op de eerste plaats van de FIFA-wereldranglijst.[1]
- Al 34 keer stonden de buurlanden eerder tegenover elkaar. De laatste keer dateert van 17 november 2010, een vriendschappelijke wedstrijd die eindigde in een 4-0-overwinning voor Portugal door doelpunten van Carlos Martins, Hélder Postiga (2) en Hugo Almeida[2]. Van de 34 ontmoetingen wist Spanje er 16 te winnen, terwijl de Portugezen tot 6 overwinningen kwamen. 12 keer eindigde de wedstrijd onbeslist.
- De laatste onderlinge ontmoeting op een groot eindtoernooi werd gespeeld in de achtste finale van het WK 2010. David Villa leidde de Spanjaarden met het enige doelpunt naar de kwartfinales.
- De Portugezen behaalde de halve finale door in de kwartfinales Tsjechië te verslaan. Cristiano Ronaldo was de enige doelpuntenmaker. De Spanjaarden behaalde de halve finale door in de kwartfinales Frankrijk te verslaan. Xabi Alonso maakte beide doelpunten voor Spanje.
- Tot de halve finale wisten de Portugezen zes keer te scoren en kregen ze vier doelpunten tegen. Spanje scoorde tot dusverre zeven maal en kreeg slechts één doelpunt tegen.
- Spanje begon met een volledig fitte selectie aan de halve finale. Bij Portugal ontbrak aanvaller Hélder Postiga wegens een hamstringblessure, opgelopen in de kwartfinale.[3]
- In verband met het overlijden van Miki Roqué drie dagen eerder speelden de Spanjaarden met rouwbanden.

## Wedstrijdgegevens

De basisopstellingen van beide landen

| Datum                | 27 juni 2012                  | 27 juni 2012                  |
| Wedstrijdnummer      | 29                            | 29                            |
| Stadion              | Donbas Arena, Donetsk         | Donbas Arena, Donetsk         |
| Toeschouwers         | 48.000                        | 48.000                        |
| Scheidsrechter       | Cüneyt Çakir                  | Cüneyt Çakir                  |
| Assistenten          | Bahattin Duran Tarık Ongun    | Bahattin Duran Tarık Ongun    |
| Extra assistenten    | Hüseyin Göçek Bülent Yıldırım | Hüseyin Göçek Bülent Yıldırım |
| Vierde man           | Damir Skomina                 | Damir Skomina                 |
| Man van de wedstrijd | Sergio Ramos                  | Sergio Ramos                  |
|                      | Portugal                      | Spanje                        |
| Doelpunten           | (2) 0                         | 0 (4)                         |
| Gele kaarten         | 5                             | 4                             |
| Rode kaarten         | 0                             | 0                             |
| Wissels              | 3                             | 3                             |
| Schoten op doel      | 2                             | 5                             |
| Schoten naast doel   | 8                             | 6                             |
| Overtredingen        | 31                            | 21                            |
| Hoekschoppen         | 6                             | 7                             |
| Buitenspel           | 2                             | 3                             |
| Vrije trappen        | 24                            | 32                            |
| Balbezit (%)         | 39                            | 61                            |

| Portugal | 0 – 0               | Spanje |
| | goals (assists)     | |
| João Moutinho Pepe Nani Bruno Alves | strafschoppen 2 – 4 | Xabi Alonso Andrés Iniesta Gerard Piqué Sergio Ramos Cesc Fàbregas                                                                                       |
| Paulo Bento | bondscoach          | Vicente del Bosque |
| Rui Patrício Fábio Coentrão Bruno Alves Pepe João Pereira Miguel Veloso 105' João Moutinho Raul Meireles 113' Cristiano Ronaldo Hugo Almeida 81' Nani | opstellingen        | Iker Casillas Jordi Alba Sergio Ramos Gerard Piqué Álvaro Arbeloa Sergio Busquets Xabi Alonso 87' Xavi Andrés Iniesta 54' Álvaro Negredo 60' David Silva |
| Nélson Oliveira 81' Custódio 105' Silvestre Varela 113'                                                                                               | wissels             | 54' Cesc Fábregas 60' Jesus Navas 87' Pedro |
| Fábio Coentrão 45+1' Pepe 61' João Pereira 64' Bruno Alves 86' Miguel Veloso 90+3'                                                                    | gele kaarten        | 41' Sergio Ramos 60' Sergio Busquets 84' Álvaro Arbeloa 113' Xabi Alonso                                                                                 |
| | rode kaarten        | |

## Wedstrijden
| Groepswedstrijden | | | |
| Groep A | Groep B | Groep C                                                                                               | Groep D |
| Polen - Griekenland Rusland - Tsjechië Griekenland - Tsjechië Polen - Rusland Tsjechië - Polen Griekenland - Rusland | Nederland - Denemarken Duitsland - Portugal Denemarken - Portugal Nederland - Duitsland Portugal - Nederland Denemarken - Duitsland | Spanje - Italië Ierland - Kroatië Italië - Kroatië Spanje - Ierland Kroatië - Spanje Italië - Ierland | Frankrijk - Engeland Oekraïne - Zweden Oekraïne - Frankrijk Zweden - Engeland Engeland - Oekraïne Zweden - Frankrijk |
| Kwartfinales | | | |
| Tsjechië - Portugal                                                                                                  | Duitsland - Griekenland | Spanje - Frankrijk                                                                                    | Engeland - Italië |
| Halve finales | | | |
| ‎Portugal - Spanje | ‎Portugal - Spanje | Duitsland - Italië                                                                                    | Duitsland - Italië                                                                                                   |
| Finale | | | |
| Spanje - Italië | | | |